# Cereus albicaulis
Cereus albicaulis ist eine Pflanzenart in der Gattung Cereus aus der Familie der Kakteengewächse (Cactaceae). Das Artepitheton albicaulis leitet sich von den lateinischen Worten albus für ‚weiß‘ sowie -caulis für ‚-stämmig‘ ab und verweist auf die weißlich-bläuliche Farbe der Triebe.

## Beschreibung
Cereus albicaulis wächst strauchig, mit nur wenig verzweigten, anfangs aufrechten, später überhängenden und spreizenden bis kletternden Trieben. Die verlängerten, bläulich weißen, vierkantigen Triebe weisen Durchmesser von 1 bis 3 Zentimeter auf. Es sind vier scharfkantige, nur leicht gewellte Rippen vorhanden. Die darauf befindlichen kleinen Areolen sind braun. Die zwei bis sechs ungleichen, nadelartigen Dornen sind braun, an ihrer Basis angeschwollen und bis zu 2 Zentimeter lang.
Die  Blüten sind weiß, die länglichen, etwas kantigen Früchte gräulich violett.

## Verbreitung, Systematik und Gefährdung
Cereus albicaulis ist im brasilianischen Bundesstaat Bahia verbreitet.
Die Erstbeschreibung als Acanthocereus albicaulis wurde 1920 von Nathaniel Lord Britton und Joseph Nelson Rose veröffentlicht. Philipp von Luetzelburg stellte die Art 1923 in die Gattung Cereus. Nomenklatorische Synonyme sind Mirabella albicaulis (Britton & Rose) F.Ritter (1979) und Monvillea albicaulis (Britton & Rose) R.Kiesling (1994).
In der Roten Liste gefährdeter Arten der IUCN wird die Art als „Least Concern (LC)“, d. h. als nicht gefährdet geführt.

## Nachweise